# 織里村
織里村位於湖州市吳興區織里鎮西北角，南起康泰西路，北至中華路，東起織里北路西側，西至珍貝路東側，全村面積為60萬平方。全村總人口數5992人，其中農業人口235人，非農業人口1076人，常住人口1311人，暫住人口867人，流動人口3776人，育齡婦女644人，全村總戶數926戶，其中包括買房367戶，租房320戶，關門147戶，童裝加工352戶，轄區單位達到8家。

## 歷史沿革
清代与郑港村同属乌程县十一区一百十四庄。民国年间为织里里，先后属吴兴县织里乡、织里镇管辖。中华人民共和国建立初期属织里镇、织里乡，先后成立互助组、初级社、高级社等农业合作化组织。1958 年并人太湖人民公社，属织里管理区。1961 年建立织里、姚家甸两个生产大队，属织里人民公社管辖。1971年红丰（现东湾兜行政村）、姚家甸合并，为织里大队。1979 年红丰划出后建立东湾兜大队。1984 年撤队建村改名为织里行政村，属织里镇人民政府管辖。

## 自然村
南街、秋家塘、安全兜、狮子桥、吴家塘、柳家兜、姚裁缝、郑打古、镇西、漾西、姚家甸。